# Kontra Miklós
Kontra Miklós (Budapest, 1950. október 12. –) magyar nyelvész, az MTA doktora, az MTA Nyelvtudományi Intézetének tudományos főmunkatársa (1985–2010), a Szegedi Tudományegyetem Angol–Amerikai Intézetének nyugalmazott professzora.
Kutatási területe: szociolingvisztika, nyelvpolitika; a magyar nyelv Magyarországon és a környező államokban, az amerikai–magyar kétnyelvűség és a nyelvi emberi jogok.

## Életpályája
A debreceni Kossuth Lajos Tudományegyetemen végzett angol-orosz szakon, angol-orosz szakos középiskolai tanári diplomáját 1974-ben kapta kézhez. A szegedi Angol Nyelv és Irodalom Tanszéken kapott tanári állást. 1978-81-ben az amerikai Indianai Egyetem magyar lektora volt Bloomingtonban (Indiana), 1992-93-ban ugyanott Fulbright kutató, 1995-96-ban a Michigani Állami Egyetemen ACLS ösztöndíjas, 2003-ban ugyanott Fulbright kutató. 1987-ben a nyelvtudomány kandidátusa, Fejezetek a South Bend-i magyar nyelvhasználatból c. disszertációját védte meg. 1985 és 2010 között az MTA Nyelvtudományi Intézetében az élőnyelvi (szociolingvisztikai) kutatások vezetője.
1995-ben jelent meg a Hungarian Sociolinguistics című munka az International Journal of the Sociology of Language (Berlin and New York, Walter de Gruyter) 111. számaként, a folyóiratszámot Kontra Miklós és Pléh Csaba szerkesztette.
2006 óta az MTA nyelvtudomány doktora, részt vesz az Országos Doktori Tanács munkájában, témavezetettjei közül négy fő nyerte el a PhD fokozatot, plusz 1 fő témavezetésében 50%-os volt a részvétele, 2 fő fokozatszerzése folyamatban van.
2015. január 31-ig a Szegedi Tudományegyetem BTK Angoltanár-képző és Alkalmazott Nyelvészeti Tanszékének professzora, itt nyugdíjazását kérte, ugyanekkor kinevezték a Károli Gáspár Református Egyetem (KGRE) egyetemi tanárának, s folytatja tevékenységét az ELTE Bölcsészettudományi Kar Angol-Amerikai Intézet és a Károli Gáspár Református Egyetem PhD-képzésben. Folyamatosan publikál, tudományos közleményeinek száma meghaladja 250 tételt.

## Kontra Miklós publikációi (válogatás)

### Könyvek és szerkesztések
- A magyar nyelv Horvátországban; szerk. Kontra Miklós; Gondolat–Média Hungarica Művelődési és Tájékoztatási Intézet, Bp.–Eszék 2016 (A magyar nyelv a Kárpát-medencében a XX. század végén)
- Elmélet és empíria a szociolingvisztikában. Válogatás a 17. Élőnyelvi Konferencia (Szeged, 2012. augusztus 30–szeptember 1.) előadásaiból; szerk. Kontra Miklós, Németh Miklós, Sinkovics Balázs; Gondolat, Bp., 2013
- A magyar nyelv Ausztriában és Szlovéniában; szerk. Kontra Miklós; Gondolat–Imre Samu Nyelvi Intézet–Nemzeti Művelődési Intézet, Bp.–Alsóőr–Lendva, 2012 (A magyar nyelv a Kárpát-medencében a XX. század végén)
- Hasznos nyelvészet; Fórum Kisebbségkutató Intézet, Somorja, 2010. 235 o.
- Stammerjohann, Harro (Ge). 2009a. Lexicon Grammaticorum: A Bio-Bibliographical Companion to the History of Linguistics. Second Edition, Revised and Enlarged. Tübingen: Max Niemeyer Verlag. Co-Editors: Sylvain Auroux,...Kontra Miklós,...
- Kontra Miklós és Bakró-Nagy Marianne, szerk., 2009b. A nyelvészetről – egyes szám, első személyben II./Szeged:Szegedi Tudományegyetem Bölcsészettudományi Kar. 223 o.
- Csernicskó István és Kontra Miklós, szerk., 2008a. Az Üveghegyen innen: Anyanyelvváltozatok, identitás és magyar anyanyelvi nevelés. Ungvár: PoliPrint, 148 o.
- Kontra Miklós és Hattyár Helga 2008b. Az MTA Nyelvtudományi Intézete Élőnyelvi Osztályának válogatott bibliográfiája 1997–2007. Budapest, 87 o.
- Kontra Miklós 2005. Sült galamb? Magyar egyetemi tannyelvpolitika. (Disputationes Samarienses, 6.) Összeállította és szerkesztette Kontra Miklós. Somorja–Dunaszerdahely: Fórum Kisebbségkutató Intézet–Lilium Aurum Könyvkiadó. 254 o. Ismertetések
- Kontra Miklós, szerk., 2003. Nyelv és társadalom a rendszerváltáskori Magyarországon. Budapest: Osiris Kiadó. 372 o.
- Kontra Miklós és Hattyár Helga, szerk., 2002. Magyarok és nyelvtörvények (A Magyarságtudomány könyvtára XXVI.). Budapest: Teleki László Alapítvány. 140 o.
- Kontra, Miklós; Robert Phillipson; Tove Skutnabb-Kangas; Tibor Várady, eds., 1999. Language: A Right and a Resource. Approaching Linguistic Human Rights. Budapest/New York: Central European University Press. 346 o.
- Kontra Miklós 1999. Közérdekű nyelvészet. Budapest: Osiris Kiadó. 162 o.
- Kontra Miklós és Saly Noémi, szerk., 1998. Nyelvmentés vagy nyelvárulás? Vita a határon túli magyar nyelvhasználatról. Budapest: Osiris Kiadó. 458 o.
- Kontra, Miklós and Csaba Pléh, eds., 1995. Hungarian Sociolinguistics [= International Journal of the Sociology of Language #111].
- Kontra, M. & T. Váradi, eds., 1992. Studies in Spoken Languages: English, German, Finno-Ugric. Budapest: Linguistics Institute of the Hungarian Academy of Sciences. 130 o.
- Kontra Miklós, szerk., 1992. Társadalmi és területi változatok a magyar nyelvben. Linguistica, Series A, 9. Budapest: Institutum Linguisticum Academiae Scientiarum Hungaricae. 189 o.
- Kontra Miklós, szerk., 1991. Tanulmányok a határainkon túli kétnyelvűségről. Budapest: Magyarságkutató Intézet. 163 o.
- Kontra Miklós és Balogh Lajos szerk.1990. Élőnyelvi tanulmányok. Linguistica, Series A, 3. Budapest: Institutum Linguisticum Academiae Scientiarum Hungaricae. 228 o.

### Legfontosabb tanulmányaiból
- Kontra Miklós 2010. Sociolinguistics in Hungary, the Czech Republic and Poland (co-authored with Agnieszka Kiełkiewicz-Janowiak and Jiří Nekvapil). In: Ball, Martin J. (ed.), The Routledge Handbook of Sociolinguistics Around the World, 359-371. London/New York: Routledge.
- Kontra Miklós 2009a. Hasznos nyelvészet. Magyar Nyelv, 105 : 78‒85.
- Kontra Miklós 2009b. A nyelvi genocídium fogalma és mai magyarországi megvalósulásai/megvalósításai. Kritika, 5: 22‒25
- Kontra Miklós 2009c. A focihoz és a pedagógiához mindenki ért, a nyelvhez még a politikus is. Korunk, 5: 87‒95.
- Kontra Miklós 2009d. Nyelvi genocídium az oktatásban a Kárpát-medencében. Fórum Társadalomtudományi Szemle 2009/4: 67‒76.
- Kontra Miklós 2009e. Mivel korrelálnak a nyelvi előítéletek Budapesten? In: Borbély Anna ‒ Vančoné *Kremmer Ildikó ‒ Hattyár Helga szerk., Nyelvideológiák, attitűdök és sztereotípiák, 37‒51. Budapest: Tinta Könyvkiadó.
- Kontra Miklós 2008a. Comment 5. World Englishes Vol. 27, No. 2(2008): 276–277. (Invited comment on Phillipson, Robert. 2008. Lingua franca or lingua frankensteinia? English in European integration and globalisation. World Englishes Vol. 27, No. 2: 250–267.)
- Kontra Miklós 2008b. A magyar–magyar kutatások hasznáról és haszontalanságáról. Fórum Társadalomtudományi Szemle, 1: 185–189.
- Kontra Miklós 2007a. Félreértések a magyar lingvicizmus körül. In: Heltai Pál, szerk., MANYE XVI. Nyelvi modernizáció: Szaknyelv, fordítás, terminológia. Pécs – Gödöllő: MANYE – Szent István Egyetem.
- Kontra Miklós 2007b. Az anyanyelvű felsőoktatás előnyei és hátrányai, ahogy „a nép” látja. Fórum Társadalomtudományi Szemle, 2: 147–152.
- Kontra Miklós 2007c. A Human Rights Approach to Minority Language Rights. In: Szalma, József, ed., Zbornik Radova Naučni skup s međunarodnim učešćem Jezik, obrazovanje, nauka, kultura, zaštita ljudskih i manjinskih prava u Vojvodini i zemljama u tranziciji, 80–93. Novi Sad: Vojvodanska akademija nauka i umetnosti.
- Kontra Miklós 2007d. Hungarian. In: Sisson, Richard; Zacher, Christian; Cayton, Andrew, general editors, The American Midwest: An Interpretive Encyclopedia, 333–334. Bloomington and Indianapolis: Indiana University Press.
- Kontra Miklós 2007e. Van mit tennünk, bőven… In: Benő Attila, Fazakas Emese, Szilágyi N. Sándor, szerk., Nyelvek és nyelvváltozatok: Köszöntő kötet Péntek János tiszteletére, Második kötet: 7–10. Kolozsvár: Anyanyelvápolók Erdélyi Szövetsége Kiadó.
- Kontra Miklós 2007f. If women are being discriminated against, you don’t say ‘You should become a man’: An interview with Peter Trudgill on sociolinguistics and Standard English. In: Sheorey, Ravi and Judit Kiss-Gulyás, eds., Studies in Applied and Theoretical Linguistics, 117–129. Debrecen: Kossuth Egyetemi Kiadó.
- Kontra Miklós 2006a. Hungary: Language Situation. In: Keith Brown, editor-in-chief, Encyclopedia of Language & Linguistics, Second Edition. Volume V, pp. 440–441. Oxford: Elsevier.
- Kontra Miklós 2006b. A határon túli magyar nyelvváltozatok. In: Kiefer Ferenc főszerk., Magyar nyelv. 549–576p. Budapest: Akadémiai Kiadó.
- Kontra Miklós 2006c. Apropó „De azért egy értelmiséginek tudnia kell, hogy min ironizál”: Az egynyelvű szemlélet utóbbi negyedszázada. Kritika, 5: 14–16.
- Kontra Miklós 2006d. A tankönyvek nyelve és a magyarigazolvány. Új Kép, április–május: 3–11.
- Kontra Miklós 2006e. Néhány megjegyzés a nyelvészeti nonszenszről és a társadalmi kárról. Magyar Nyelv, 102: 202–204.
- Kontra Miklós 2006f. Hungarian In- and Outside Hungary. In: Ammon, Ulrich et al, eds, Sociolinguistics/Sociolinguistik, 2nd completely revised and extended edition, Volume 3: 1811–1818. Berlin/New York: Walter de Gruyter.
- Kontra Miklós 2006g. Tove Skutnabb-Kangas, Miklós Kontra and Robert Phillipson. 2006. Getting Linguistic Human Rights Right: A Trio Respond to Wee (2005). Applied Linguistics 27: 318–324.
- Kontra Miklós 2005a. Contextualizing the Sociolinguistics of Hungarian Outside Hungary project. In: Anna Fenyvesi, ed., Hungarian Language Contact Outside Hungary: Studies on Hungarian as a minority language, 29‒45. Amsterdam: Benjamins.
- Kontra Miklós 2005b. Mi a lingvicizmus, és mit lehet ellene tenni? In: Gábrity Molnár Irén és Mirnics Zsuzsa, szerk., Közéleti barangoló, 175‒202. Szabadka: Magyarságkutató Tudományos Társaság.
- Kontra Miklós 2004a. Nyelvi emberi jogi polémiák. Korunk 11: 103–114.
- Kontra Miklós 2004b. A kodifikált sztenderd és a magyarországi magyarok. In: Gecső Tamás, szerk., Variabilitás és nyelvhasználat. 174–178. Budapest: Tinta Könyvkiadó.
- Kontra Miklós 2003a. Felcserélő anyanyelvi nevelés vagy hozzáadó? Papp István igaza. Magyar Nyelvjárások, XLI: 355‒358.
- Kontra Miklós 2003b. Changing mental maps and morphology: Divergence caused by international border changes. In: David Britain and Jenny Cheshire, eds., Social Dialectology: In honour of Peter Trudgill, 173‒190. Amsterdam/Philadelphia: John Benjamins Publishing Company.
- Kontra Miklós 2003c. Nyelv és jog. In: Kiefer Ferenc és Siptár Péter, szerk., A magyar nyelv kézikönyve 551–566. Budapest: Akadémiai Kiadó.
- Kontra Miklós 2003d. Élőnyelvi kutatások határainkon belül és kívül. Magyar Tudomány 4: 504–512.
- Kontra Miklós 2003e.Újratanulható-e egy anyanyelv? In: Osvát Anna és Szarka László, szerk., Anyanyelv, oktatás – közösségi nyelvhasználat. 15–25. Budapest: Gondolat – MTA Kisebbségkutató Intézet.
- Kontra Miklós és Szilágyi N. Sándor 2002. A kisebbségeknek van anyanyelvük, de a többségnek nincs? In: Kontra Miklós és Hattyár Helga, szerk., Magyarok és nyelvtörvények (A Magyarságtudomány könyvtára XXVI.), 3–10. Budapest: Teleki László Alapítvány.
- Kontra Miklós 2001a. Nyelvi jogok, nyelvi tervezés, és az anyanyelvek tannyelvként való használatának problémái. In: Cserti Csapó Tibor, szerk., Cigány nyelvek nemzetközi szemináriuma. 35–45. Pécs: Pécsi Tudományegyetem Romológia Tanszék.
- Kontra Miklós 2001b. British Aid for Hungarian Deaf Education from a Linguistic Human Rights Point of View. Alkalmazott Nyelvtudomány 2: 63–68.
- Kontra Miklós 2001c. Hungarian verbal puzzles and the intensity of language contact. Journal of Sociolinguistics 5: 163–179.
- Skutnabb-Kangas, Tove & Robert Phillipson, with inserts by Miklós Kontra Kontra Miklós 2001d. Reflections on scholarship and linguistic rights: A rejoinder to Jan Blommaert. Journal of Sociolinguistics 5: 143–155.
- Kontra Miklós 2001d. Disinformation on English in Hungary. World Englishes 20: 113–114.
- Kontra Miklós 2001e. „Három a magyar igazság" Egy mondattani változás három megközelítése. Magyar Nyelv, 97: 53–64 és 254.
- Kontra Miklós 2000a. Kétnyelvűség, oktatás és emberi jogok. Educatio, 9/2: 253–273.
- Simon, Szabolcs & Miklós Kontra 2000b. Slovak linguists and Slovak language laws: An analysis of Slovak language policy. Multilingua 19/1-2: 73–94.
- Kontra Miklós 2000b. Towards intercultural competence in Europe. Sociolinguistica, 14: 168–173.
- Kontra Miklós 2000c. Koszovóban és Craiován: Trianon hatása a magyar mentális grammatikára. In: Borbély Anna, szerk., Nyelvek és kultúrák érintkezése a Kárpát-medencében 135–145. Budapest: Az MTA Nyelvtudományi Intézetének Élőnyelvi Osztálya.
- Kontra Miklós 2000d. A tények nem számítanak: Anyanyelv, oktatás, politika, határon innen és túl. Rálátás (Zsákai helytörténeti–honismereti kulturális tájékoztató) I. évfolyam 2. szám: 13–16.
- Kontra Miklós 2000e. If women are being discriminated against, you don’t say "You should become a man." An interview on sociolinguistics and Standard English with Peter Trudgill (conducted by M. K.). novELTy (A Journal of English Language Teaching and Cultural Studies in Hungary) Volume 7, Number 2: 17–30.
- Kontra Miklós 2000f. Which Contacts Breed Conflicts? In: Robert Phillipson, ed., Rights to Language: Equity, Power, and Education, 140–143. Mahwah, New Jersey/London: Lawrence Erlbaum Associates.
- Kontra Miklós 2000g. Dreptul la exprimare în limba materna în Europa Central? ?i în Statele Unite ale Americii. Similitudini ?i diferen?e. In: Altera (Anul VI. 2000): 43–61. (Tîrgu-Mures, România)

## Társasági tagság (válogatás)
- Magyar Nyelvtudományi Társaság	(1977-)
- Nemzetközi Magyarságtudományi Társaság (1977-)
- Nemzetközi Magyar Filológiai Társaság (1982-)
- American Dialect Society (1984-)
- Hungarian Society for the Study of English (HUSSE) / Magyar Anglisztikai Társaság (1994-)

## Díjak, elismerések (válogatás)
- Kritikusi nívódíj (az Akadémiai Kiadótól, 1985)
- Széchenyi Professzori Ösztöndíj (1997-2001)
- Országh László-díj (2006)